# سیارک ۹۰۹۴۴
سیارک ۹۰۹۴۴ (به انگلیسی: 90944 Pujol، نامگذاری:1997UG3) نود هزار و نهصد و چهل و چهارمین سیارک کشف شده‌است که در ۲۵ اکتبر ۱۹۹۷ کشف شد.